# Journal of Gastrointestinal Surgery
Das Journal of Gastrointestinal Surgery, abgekürzt J. Gastrointest. Surg., ist eine wissenschaftliche Fachzeitschrift, die vom Springer-Verlag im Auftrag der Society for Surgery of the Alimentary Tract und der American Hepato-Pancreato-Biliary Association veröffentlicht wird. Die Zeitschrift erscheint mit zwölf Ausgaben im Jahr. Es werden Arbeiten veröffentlicht, die sich mit viszeralchirurgischen Fragestellungen beschäftigen.
Der Impact Factor lag im Jahr 2014 bei 2,798. Nach der Statistik des ISI Web of Knowledge wird das Journal mit diesem Impact Factor in der Kategorie Chirurgie an 40. Stelle von 198 Zeitschriften und in der Kategorie Gastroenterologie und Hepatologie an 34. Stelle von 76 Zeitschriften geführt.